# Loke, Tabor
Loke este o localitate din comuna Tabor, Slovenia, cu o populație de 169 de locuitori.